# ساختمان یسوعی و مزرعه کوردوبا
ساختمان یسوعی و مزرعه کوردوبا  در ایالت کوردوبا در آرژانتین قرار دارد. این مجموعه در سال ۲۰۰۰ در فهرست میراث جهانی یونسکو به ثبت رسید.